# Bombardeos de Figueras
Los bombardeos de Figueras tuvieran lugar a finales de enero y principios de febrero de 1939 en el contexto de la ofensiva de Cataluña de la Guerra Civil Española. Después de Barcelona, Figueras fue la localidad catalana que más víctimas tuvo como consecuencia de los bombardeos llevados a cabo por la aviación del bando sublevado —cerca de cuatrocientos muertos y más de mil heridos—. Como en relación con su población —unos 14 000 habitantes— fue la más castigada ha sido llamada la Guernica catalana.

## Antecedentes
Tras la toma de Barcelona el 26 de enero de 1939 por las tropas franquistas los bombardeos se centraron en la provincia de Gerona, que era el último reducto republicano en Cataluña. Pero estos bombardeos, según Solé i Sabaté y Villarroya, fueron «totalmente inadmisibles» porque «entre la Ciudad Condal y la frontera no había ninguna unidad militar republicana organizada... y lo que sí había entre Barcelona y la frontera eran decenas de miles de personas que huían a Francia. Los caminos y las carreteras estaban llenos de gente aterrorizada y famélica». En cambio, «la aviación franquista continuó todavía bombardeando y ametrallando ciudades y pueblos de la provincia de Gerona, buscando supuestos objetivos militares, cuya destrucción en nada cambiaría ya el curso de la guerra, y causando una gran mortandad entre la población civil que huía».
La ciudad de Gerona, que no había sufrido prácticamente ningún bombardeo importante desde la primavera de 1938, fue atacada prácticamente a diario desde el 27 de enero hasta su caída el 5 de febrero, causando 30 muertos, pero el número debió de ser muy superior debido a que había muchas personas de paso en la ciudad que no fueron registradas. Otras localidades gerundenses también fueron bombardeadas esos días: Ribas de Freser, San Quirico de Besora, Campdevánol (hubo 35 muertos), Sils, Massanet de la Selva, San Hilario Sacalm, La Bisbal del Ampurdán (atacada el 3 de febrero, causando más de 20 muertos y una gran destrucción; el pánico se apoderó de la gente y el casco urbano quedó desierto), Palamós (dos veces), Rosas, Puerto de la Selva (dos veces), Ripoll (cuatro veces, siendo el ataque más duro el del 5 de febrero, que causó más de 20 muertos, entre ellos tres mujeres y dos niños, además de una docena de soldados en retirada). El aeródromo de Vilajuïga fue uno de los objetivos más atacados por la aviación franquista ya que en los momentos finales de la campaña de Cataluña era el más importante y prácticamente el único que quedaba en manos de la aviación republicana.

## Los bombardeos de Figueras

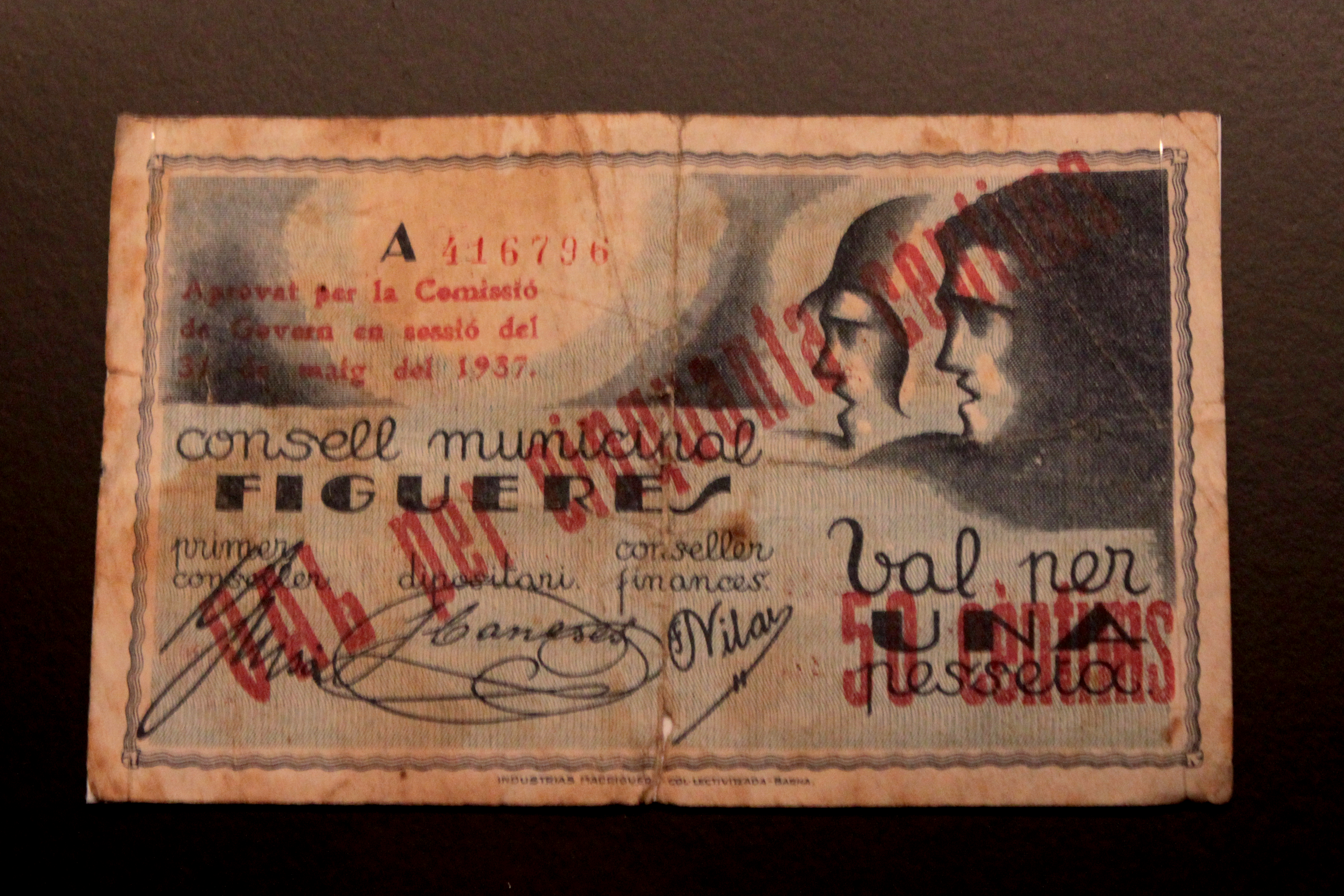
Peseta emitida por el Consejo Municipal de Figueras en 1937.

Figueras fue bombardeada en 18 ocasiones en 13 días. El primer bombardeo sobre Figueras con víctimas mortales se produjo el 23 de enero, tres días antes de la caída de Barcelona. Murieron 16 personas, entre ellas varios niños que estaban jugando en el parque del paseo Nou. Los siguientes bombardeos se produjeron los días 26, 27 y 30 de enero y 3 (murieron 83 personas, de ellas 49 desconocidos que estaban de paso y 25 niños), 4, 6 y 7 de febrero. Un habitante de la localidad que entró en la misma con las tropas nacionales resaltó que el aspecto de Figueras «era desolador. Las calles llenas de ruinas y cascotes, muchas casas derruidas. Algunas casas iban ardiendo...». Un niño vecino de Figueras que se había refugiado con su familia en uno de los pueblos vecinos recordó muchos años después: «Cuando volví a Figueras, el alma me cayó a los pies. No conocía a nadie. Todo eran soldados y moros. Las calles, todas sucias; las casas, derribadas. No encontraba a los amigos». Se calcula que fueron afectados unos 500 edificios y varios colegios, el hospital, la biblioteca e incluso el cementerio.
En cuanto al número de víctimas es difícil conocer el número exacto ya que en aquellas fechas Figueras era la última población importante entre Gerona y la frontera y paso obligado para todos los soldados y civiles que huían a Francia —se calcula que la atravesaban a diario unas 50.000 personas—. La cifra oficial de muertos es de 291, pero diversas estimaciones la elevan a cerca de 400. Así Figueras fue la segunda población catalana más castigada después de Barcelona (2.428 víctimas) y por delante de Lérida (256) y de Tarragona (230), e incluso de Granollers que sufrió uno de los bombardeos más duros (329 muertos). El número de víctimas mortales aún podría haber sido mayor a no ser por los 15 refugios subterráneos existentes. El diario comunista francés L'Humanité tituló en primera página: Effroyable boucherie a Figueras ('Espantosa carnicería en Figueras').
Los historiadores Solé i Sabaté y Villarroya no encuentran justificación a estos bombardeos a los que califican de «gratuitos y terroristas» ya que «solamente contribuyeron a aumentar la angustia y la mortandad entre la población civil figuerense y las riadas de fugitivos».
Los bombardeos finalizaron cuando, según el parte de guerra del bando sublevado del 10 de febrero de 1939, «nuestras fuerzas han alcanzado victoriosamente, en el día de hoy, todos los pasos de la frontera francesa desde Puigcerdá hasta Portbou. La guerra en Cataluña ha terminado».

### Testimonios
Estos son algunos testimonios de las víctimas de los bombardeos que los vivieron cuando eran niños o adolescentes:

Un día saliendo del cine, nos cogieron y nos hicieron ayudar a recoger muertos. Yo era tan joven… Me dio mucha impresión.
Volví a ordeñar la vaca, y de golpe, al mirar al cubo, parecía que la leche subía arriba, hervía… y entonces aquel gran estruendo.
Mi amiga murió decapitada. Llevaba un vestido nuevo y su madre le había dicho que no se lo ensuciara. Cuando cayeron las bombas, todo el mundo se tendió en el suelo menos ella.
Cuando sonaban las sirenas íbamos a la entrada, bajo la bóveda de la escalera. El abuelo no bajaba nunca. ¡Decía: '¡Qué cojones! ¡Si tienen que bajar, me aplastarán igual arriba que abajo!
Pensé: juro que no entraré nunca más en ningún refugio. Si tengo que morir, lo haré de cara al cielo como todos estos valientes que se van al exilio. Suenan las sirenas y ellos siguen andando.
Volvieron los aviones. Todos tumbados en el suelo en el muro. Pasó una camilla con un niño muerto. Yo no soy llorona, y ahora no pararía de llorar. Llevaba unos calcetines de colores y la pierna le colgaba.

## Memoria histórica
Durante la primera mitad de 2014 se conmemoró en Figueras el 75 aniversario de los bombardeos. El fotógrafo Jordi Puig pidió a los supervivientes que acudieran con algún objeto que conservaran de aquella época para ser retratados y los ancianos —todos superaban los 80 años—se presentaron portando los más diversos enseres, como una mujer que llevó una pistola en su funda de cuero que se la dejó olvidada un miliciano en la retirada y que la había guardado desde entonces. Una selección de 48 fotografías de los supervivientes y un documental que se rodó con sus testimonios se expusieron en el Museu de l'Empordà, una de las entidades organizadoras del aniversario, junto con el semanario Empordà y el GEES (Grup d'Empordanesos i Empordaneses per la Solidaritat), apoyados por el Ayuntamiento de Figueras y el Museu Memorial de l'Exili de La Junquera. En la exposición del Museo de l'Empordá también se incluyeron imágenes sobre los efectos de los bombardeos, documentos de archivo y los objetos hallados en el refugio de la plaza del Gra.